# Anthony Guttig
Anthony Guttig (né le 30 octobre 1988 à Dijon) est un joueur professionnel français de hockey sur glace.

## Biographie

### Carrière en club
Fils de l'ancien joueur vedette des années 1990 Michel Guttig, Anthony Guttig commence le hockey sur glace à l'âge de 3 ans et demi, et commence sa carrière professionnelle âgé de seulement 17 ans en senior avec les Ducs de Dijon, en 2006. Il rejoint l'équipe suédoise Mora IK en 2012, puis Tranas AIF. De 2013 à 2016, il joue pour les équipes finlandaises Hokki Kajaani, Jukurit Mikkeli et KooKoo Kouvola.
Il remporte le trophée Jean-Pierre-Graff du meilleur espoir français de la saison 2008. Le 24 septembre 2011, il inscrit un sextuplé et une assistance face aux Ours de Villard-de-Lans. Il remporte la coupe de France 2012 avec les Ducs de Dijon.
Après plusieurs saisons effectuées en Scandinavie, il revient jouer avec les Ducs de Dijon après un arrêt pour raisons personnelles.
Il signe pour la saison 2017-2018 avec les Dragons de Rouen. Le 26 mars 2018, il est champion de France avec cette équipe
Il signe une nouvelle fois à Rouen pour la saison 2018-2019.

### Carrière internationale
Il représente l'Équipe de France En équipe nationale de 2009 à 2015. Il compte 102 sélections. Il participe à son premier championnat du monde senior en 2012, où il inscrit un but contre la Finlande. Il participe à 3 autres championnats du monde en 2013, 2014 et 2015.
Il fait son retour en équipe de France en décembre 2017 et est élu joueur du match face à la Slovaquie.

## Statistiques

### En club
| Saison    | Équipe           | Ligue        |    | Saison régulière | Saison régulière | Saison régulière | Saison régulière | Saison régulière |   | Séries éliminatoires | Séries éliminatoires | Séries éliminatoires | Séries éliminatoires | Séries éliminatoires |
| Saison    | Équipe           | Ligue        | PJ | B                | A                | Pts              | Pun              | PJ               | B | A                    | Pts                  | Pun                  |                      |                      |
| 2006-2007 | Ducs de Dijon    | Ligue Magnus | 26 | 1                | 2                | 3                | 12               | 7                | 0 | 2                    | 2                    | 8                    |                      |                      |
| 2007-2008 | Ducs de Dijon    | Ligue Magnus | 19 | 5                | 8                | 13               | 6                | 5                | 0 | 2                    | 2                    | 6                    |                      |                      |
| 2008-2009 | Ducs de Dijon    | Ligue Magnus | 21 | 10               | 12               | 22               | 16               | 3                | 2 | 0                    | 2                    | 14                   |                      |                      |
| 2009-2010 | Ducs de Dijon    | Ligue Magnus | 26 | 6                | 13               | 19               | 55               | 3                | 0 | 0                    | 0                    | 4                    |                      |                      |
| 2010-2011 | Ducs de Dijon    | Ligue Magnus | 19 | 7                | 7                | 14               | 12               | 2                | 1 | 0                    | 1                    | 6                    |                      |                      |
| 2011-2012 | Ducs de Dijon    | Ligue Magnus | 26 | 22               | 19               | 41               | 22               | 5                | 1 | 2                    | 3                    | 2                    |                      |                      |
| 2012-2013 | Mora IK          | Allsvenskan  | 19 | 2                | 2                | 4                | 8                | -                | - | -                    | -                    | -                    |                      |                      |
| 2012-2013 | Tranås AIF       | Division 1   | 8  | 4                | 6                | 10               | 6                | -                | - | -                    | -                    | -                    |                      |                      |
| 2013-2014 | Hokki Kajaani    | Mestis       | 42 | 20               | 32               | 52               | 36               | 12               | 5 | 9                    | 14                   | 20                   |                      |                      |
| 2014-2015 | Jukurit Mikkeli  | Mestis       | 45 | 13               | 29               | 42               | 63               | 12               | 6 | 8                    | 14                   | 0                    |                      |                      |
| 2015-2016 | KooKoo Kouvola   | Liiga        | 36 | 3                | 5                | 8                | 10               | -                | - | -                    | -                    | -                    |                      |                      |
| 2016-2017 | Ducs de Dijon    | Ligue Magnus | 17 | 3                | 9                | 12               | 6                | 6 rel            | 1 | 2                    | 3                    | 0                    |                      |                      |
| 2017-2018 | Dragons de Rouen | Ligue Magnus | 42 | 12               | 34               | 46               | 14               | 15               | 6 | 5                    | 11                   | 18                   |                      |                      |
| 2018-2019 | Dragons de Rouen | Ligue Magnus | 32 | 8                | 19               | 27               | 44               | 16               | 3 | 9                    | 12                   | 14                   |                      |                      |
| 2019-2020 | Dragons de Rouen | Ligue Magnus | 36 | 8                | 11               | 19               | 32               | 4                | 1 | 1                    | 2                    | 0                    |                      |                      |
| 2020-2021 | Dragons de Rouen | Ligue Magnus | 22 | 5                | 22               | 27               | 6                | -                | - | -                    | -                    | -                    |                      |                      |
| 2021-2022 | Dragons de Rouen | Ligue Magnus | 11 | 1                | 10               | 11               | 12               | -                | - | -                    | -                    | -                    |                      |                      |

### En équipe nationale
| Année | Compétition                 |   | PJ | B | A | Pts | Pun | +/-                           |  | Résultats |
| 2008  | Championnat du monde junior | 5 | 1  | 4 | 5 | 4   | -4  | 5e de la Division I, Groupe B |  |           |
| 2012  | Championnat du monde        | 5 | 1  | 1 | 2 | 8   | -1  | Neuvième place                |  |           |
| 2013  | Championnat du monde        | 7 | 0  | 0 | 0 | 0   | -4  | Treizième place               |  |           |
| 2014  | Championnat du monde        | 8 | 0  | 2 | 2 | 2   | -3  | Huitième place                |  |           |
| 2015  | Championnat du monde        | 7 | 0  | 1 | 1 | 0   | +1  | Douzième                      |  |           |
| 2018  | Championnat du monde        | 7 | 1  | 0 | 1 | 0   | -4  | Douzième                      |  |           |
| 2019  | Championnat du monde        | 5 | 0  | 1 | 1 | 2   | -2  | Quinzième                     |  |           |

## Trophées et honneurs personnels
- Ligue Magnus
  - 2008-2009 : remporte le trophée Jean-Pierre-Graff.
  - 2011-2012 : nommé meilleur joueur français de la saison par les médias[4].
  - 2011-2012 : remporte le trophée Albert-Hassler du meilleur joueur français de la saison décerné par la fédération.
- Mestis
  - 2013-2014 : nommé révélation de la saison de la Mestis par les médias.
  - 2015-2016 : nommé meilleur joueur des séries éliminatoires et remporte le titre de champion de Mestis avec le Jukurit Mikkeli.